# Дунта (Грузия)
Дунта (груз. დუნთა) — село в Грузии, на территории Сачхерского муниципалитета края (мхаре) Имеретия.

## География
Село находится в центральной части Грузии, к северу от реки Квирилы, на расстоянии 3 километров к северу от города Сачхере, административного центра муниципалитета. Абсолютная высота — 581 метр над уровнем моря.

## Население
По результатам официальной переписи населения 2014 года, в Дунте проживало 133 человека (66 мужчин и 67 женщин). В национальной структуре населения грузины составляли 100 %.
| Год  | Население, человек |
| ---- | ------------------ |
| 2002 | 211                |
| 2014 | ↘ 133              |